# Torre Blava
La Torre Blava, o torre de Ribes Roges, és un antic fortí carlí situat a la platja de Ribes Roges, al municipi de Vilanova i la Geltrú. Construïda durant la tercera guerra carlina, a l'últim terç del segle xix, va ser reconstruïda i actualment és un espai artístic dedicat a la Mediterrània i als mariners. S'anomena Torre Blava o espai Guinovart, cognom de qui va iniciar el projecte. És considerada Bé Cultural d'Interès Nacional des de 1949.

## Arquitectura
És una torre de planta circular que ha estat sobrealçada en època moderna. Està dividida en dos nivells mitjançant una motllura que recorre tot el diàmetre feta amb maons. A la part inferior s'obre la porta d'arc de mig punt i per sobre hi ha una línia d'espitlleres seguint un ritme regular. Per sobre de la motllura també hi ha espitlleres però més distanciades que les del nivell inferior. La torre acaba en un terrat pla del que surt un petit cos circular.

## Història
La zona portuària de Vilanova i la Geltrú ocupa 800 metres, que abans eren un sorral on es varaven les barques pesqueres, i és seguida per 1.100 metres de costa baixa. L'indret és conegut per Ribes Roges. La Torre de Ribes Roges fou bastida a l'època de les guerres carlines (segle xix).
A principis del segle XX es va començar a urbanitzar la platja de Vilanova amb la construcció de les urbanitzacions de Ribes Roges (1910-19) i de Sant Cristòfol (1920). Després d'un període en el qual es va pensar a eliminar-la, ha estat restaurada i alberga actualment l'espai artístic Guinovart.

## Espai Guinovart
A la primera planta, Guinovart se centra en la memòria èpica de la mar. amb pirates, naufragis i drames esdevinguts a la vora dels extensos arenals de la comarca i els penya-segats del Garraf, els quals han estat conservats per la memòria popular i reelaborats pel geni de l'artista: el pirata de la crossa de figuera, l'horrible Any dels negats i el crim del Pas de la mala dona, són els tres motius principals que il·lustren aquesta primera planta. Cal admirar, l'esgrafiat blavós amb motius de la mar que hi ha al paviment.
Al segon pis, l'artista fa referència a les profunditats del mar a través d'una sèrie de miralls. Al centre pengen del sostre cordes amb nusos de mariners i pescadors.
A la tercera planta, es troben escrits els noms d'artistes, poetes, músics, escriptors que en algun moment han realitzat alguna obra sobre el mar.